# 渋谷修太
渋谷 修太（しぶや しゅうた、1988年9月15日 - ）は、日本の実業家。フラー株式会社創業者・代表取締役会長、開志専門職大学情報学部講師、長岡工業高等専門学校客員教授、事業創造大学院大学客員教授。
- 1988年、新潟県に生まれる[3]。
- 2004年、長岡工業高等専門学校入学。
- 2009年、筑波大学入学。
- 2011年、グリーに入社。11月にフラー株式会社を創業。
- 2016年、経済誌フォーブスが年に1度選出する「アジアを代表する30才未満の30人 (Forbes 30 Under 30 Asia) 」に選出[4][5]。
- 2020年6月、故郷の新潟へUターン移住[6][7]。2020年9月、新潟ベンチャー協会代表理事に選任[8]。10月、フラー株式会社 代表取締役会長に就任[9]。同月、長岡高専客員教授に就任[1]。
- 2021年6月には、新潟県に日本野球機構所属のプロ野球球団の設立を目的とする「日本海ドームシティプロジェクト」の代表に就任した[10][11]。10月、EY Japanが主催するアントレプレナー表彰制度「EY アントレプレナー・オブ・ザ・イヤー 2021 ジャパン」の甲信越地区代表として選出[12]。11月、事業創造大学院大学の客員教授に就任[2]。
- 2022年3月には、自身初の著書である「友達経営」を出版した[7]。

## フラー株式会社
2011年11月にFULLER株式会社を設立する際、中心人物となった。2016年11月にフラー株式会社に名称変更。2020年11月に千葉県柏市から新潟県新潟市に本店を移転し、新潟市にも本社を置く2本社体制に移行した。
アプリ分析サービスの「App Ape」の運営のほか、様々な企業のモバイルアプリを主としたデジタル支援を行う「デジタルパートナー事業」を展開している。
2025年7月24日に東京証券取引所グロース市場へ上場した。

## 著書
友達経営 大好きな仲間と会社を創った